# Andrew Goldstein
Andrew Goldstein (* 25. März 1983 in Milton, Massachusetts) ist ein US-amerikanischer Lacrosse-Spieler.

## Leben
Goldstein spielte anfangs in seiner Heimat bei den Boston Cannons. Dann wechselte er als Profi in seiner sportlichen Karriere zum Verein Long Island Lizards, für den er in der Major League Lacrosse spielte. In dieser Zeit outete er sich als homosexuell. Neben seiner sportlichen Karriere studierte Goldstein Biologie am Dartmouth College in Hanover, New Hampshire. 